# Lacoste (Vaucluse)
Pour les articles homonymes, voir Lacoste.
Lacoste est une commune française située dans le département de Vaucluse, en région Provence-Alpes-Côte d'Azur.
La commune fait partie du périmètre du parc naturel régional du Luberon.

## Géographie
Lacoste est un village de Vaucluse, à quelques kilomètres de Bonnieux, Ménerbes, Goult et Gordes.
Les villes les plus proches sont Apt (10 km), Cavaillon (21 km) et L'Isle-sur-Sorgue (22 km).
|          | Goult   |          |
| Ménerbes | Lacoste | Bonnieux |
|          | Puget   | Lauris   |

### Accès et transports
On y accède depuis la Nationale 100 par la D 106 et depuis Ménerbes par la D 109.
La gare TGV la plus proche est la gare d'Avignon TGV. La commune est desservie par les sorties de l'autoroute A7 à Avignon sud ou Cavaillon.

### Relief
Le village est posé sur le flanc nord d'un contrefort du petit Luberon et bénéficie d'une exposition est (soleil levant) qui le protège en grande partie du mistral, avec son ancien château au sommet. Cette position lui offre, depuis le château et les maisons du vieux village, une superbe vue sur la plaine de Bonnieux, le mont Ventoux et les Alpes.
La commune s'étend jusqu'au sommet où se trouve la forêt des cèdres au sud et descend vers la plaine du Calavon au nord.

### Géologie
Le petit Luberon est constitué d'une zone très large de calcaires marneux coupés par des bancs de calcaire plus durs (Néocomien) formant de grandes falaises. Sur le versant nord dont la commune de Lacoste fait partie, c'est le barrémien qui occupe la plus grande surface.

### Hydrographie
Quelques ruisseaux traversent la commune, pour se jeter dans le Calavon.

### Sismicité
Les cantons de Bonnieux, Apt, Cadenet, Cavaillon, et Pertuis sont classés en zone Ib (risque faible). Tous les autres cantons du département de Vaucluse sont classés en zone Ia (risque très faible). Ce zonage correspond à une sismicité ne se traduisant qu'exceptionnellement par la destruction de bâtiments.

### Climat
Pour des articles plus généraux, voir Climat de Provence-Alpes-Côte d'Azur et Climat de Vaucluse.
En 2010, le climat de la commune est de type climat méditerranéen franc, selon une étude du Centre national de la recherche scientifique s'appuyant sur une série de données couvrant la période 1971-2000. En 2020, Météo-France publie une typologie des climats de la France métropolitaine dans laquelle la commune est exposée à un climat méditerranéen et est dans la région climatique  Provence, Languedoc-Roussillon, caractérisée par une pluviométrie faible en été, un très bon ensoleillement (2 600 h/an), un été chaud (21,5 °C), un air très sec en été, sec en toutes saisons, des vents forts (fréquence de 40 à 50 % de vents > 5 m/s) et peu de brouillards. 
Pour la période 1971-2000, la température annuelle moyenne est de 13,4 °C, avec une amplitude thermique annuelle de 17,2 °C. Le cumul annuel moyen de précipitations est de 739 mm, avec 6 jours de précipitations en janvier et 2,7 jours en juillet. Pour la période 1991-2020, la température moyenne annuelle observée sur la station météorologique de Météo-France la plus proche, « Apt-Viton », sur la commune d'Apt à 11 km à vol d'oiseau, est de 13,9 °C et le cumul annuel moyen de précipitations est de 770,3 mm. 
La température maximale relevée sur cette station est de 43,6 °C, atteinte le 28 juin 2019 ; la température minimale est de −16,4 °C, atteinte le 7 janvier 1985,,. 
Les paramètres climatiques de la commune ont été estimés pour le milieu du siècle (2041-2070) selon différents scénarios d'émission de gaz à effet de serre à partir des nouvelles projections climatiques de référence DRIAS-2020. Ils sont consultables sur un site dédié publié par Météo-France en novembre 2022.

## Urbanisme

### Typologie
Au 1er janvier 2024, Lacoste est catégorisée commune rurale à habitat dispersé, selon la nouvelle grille communale de densité à sept niveaux définie par l'Insee en 2022.
Elle est située hors unité urbaine et hors attraction des villes,.

### Occupation des sols
L'occupation des sols de la commune, telle qu'elle ressort de la base de données européenne d’occupation biophysique des sols Corine Land Cover (CLC), est marquée par l'importance des territoires agricoles (49,4 % en 2018), en diminution par rapport à 1990 (59,4 %). La répartition détaillée en 2018 est la suivante : 
forêts (41,2 %), zones agricoles hétérogènes (37,4 %), terres arables (12 %), zones urbanisées (9,4 %). L'évolution de l’occupation des sols de la commune et de ses infrastructures peut être observée sur les différentes représentations cartographiques du territoire : la carte de Cassini (XVIIIe siècle), la carte d'état-major (1820-1866) et les cartes ou photos aériennes de l'IGN pour la période actuelle (1950 à aujourd'hui).

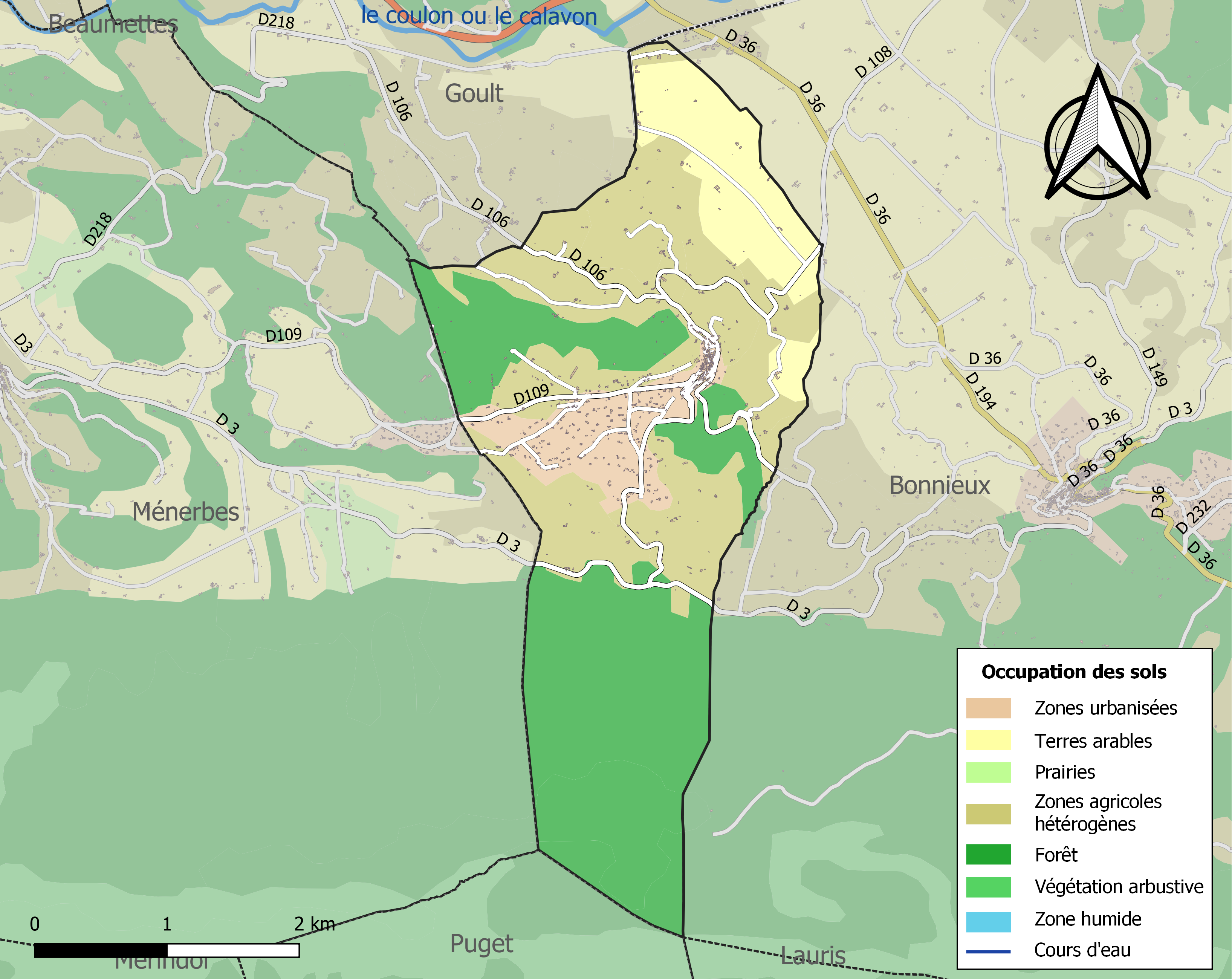
Carte des infrastructures et de l'occupation des sols de la commune en 2018 (CLC).

## Histoire

### Préhistoire et antiquité
La période préhistorique a laissé de nombreuses traces sur tout le territoire. Dans la Grotte de la Combe Buisson ont été identifiées deux périodes d’occupation. La première couche correspondait au paléolithique supérieur (-35 000 ans). Elle a livré un outillage caractéristique de silex taillés (burins, grattoirs, lamelles à dos, lames retouchées, pointes). L'autre niveau appartenait à l’épipaléolithique. Son « ambiance mésolithique » l'a fait dater entre –9 000 et –6 000. La fouille a mis au jour des microlithes (triangles, denticulés, encoches). Non moins intéressant est le site de plein air de la Font Pourquière – le seul de ce type dans le Luberon – que son outillage (lamelles et poinçons à face plane) rend contemporain de la période solutréenne (-22 000 à –18 000).
Lors de la restauration du château du marquis de Sade furent mis au jour des restes d’amphores grecques à pâte jaune paille et le fond d’un dolium gallo-romain. Les carrières qui jouxtent le château ont fourni les matériaux nécessaires à la construction d’Apta Julia et de Caballio. Leurs galeries contenaient encore des amphores et une stèle votive dédiée à Belaceni Carreia. À proximité se trouvait un autel consacré au dieu Silvanus.

### Moyen Âge
Le premier « castrum de Costae » est cité dès 1038, son nom est dérivé de costa (côte en latin) et les seigneurs qui le firent construire furent Robert et Farald Varacon. Leurs cousins, les Agoult-Simiane en prirent possession à la fin du XIe siècle. Une église dédiée à saint Trophime fut fondée en 1123 et desservie jusqu’en 1325 par les moines de l’abbaye Saint-Eusèbe de Saignon.

### Renaissance
La Coste se trouvant en Provence, contrairement aux localités voisines (en Comtat Venaissin), fut rattaché à la Couronne de France dès 1481.
Cette année-là, Barthélémy de Simiane, seigneur de La Coste, est nommé viguier d’Apt par le roi Charles VIII. Le village se désertifie peu à peu, ce qui oblige son fils Balthazar à signer un acte d’habitation, en 1533, pour faire venir des familles vaudoises.
Les vaudois s'étant ralliés à la réforme en 1532, en avril 1545 une persécution est organisée contre eux par le Parlement d'Aix. Les troupes de Paulin de La Garde, sous la direction du premier président du Parlement d'Aix, Maynier, seigneur d'Oppède, pillent le village. Les terres sont confisquées, les hommes massacrés, les femmes violées avant d’être tuées. Le massacre de La Coste est un des plus horribles de cette persécution.

### Période moderne
Le village dévasté sera reconstruit petit à petit au cours du XVIIe siècle. Le splendide beffroi le dominant date de 1620. Et c’est vingt-et-un ans plus tard qu’Isabelle de Simiane épouse Joseph Dominique des Balbes de Berton, marquis de Crillon. Sans descendance, en 1716, elle désigne par testament un de ses cousins comme légataire universel. Gaspard François de Sade, mari de Diane de Simiane, devient le premier marquis de La Coste. Leur fils aîné, Jean-Baptiste et son épouse Marie Eléonore de Maillé sont les parents du Divin Marquis.
À La Coste, les Sade possèdent en propre 42 hectares auxquels s’ajoutent les 15 de Bonnieux et les 64 de garrigues du Luberon. La tasque leur permet de récupérer sur leurs paysans le 1/8 des olives et des céréales, le 1/10 des raisins. Il y avait alors à La Coste 247 hectares de terres labourables et 37 de vignobles.
Le marquis de Sade y séjourna de 1769 à 1772, entre le scandale d'Arcueil et celui de Marseille, puis après celui-ci et sa fuite en Italie, s'y réfugia jusqu'à son incarcération au donjon de Vincennes en 1777. Évadé lors de son transfert à Aix, il s'y réfugiera une dernière fois du 16 juillet au 7 septembre 1778 avant d'être reconduit à Vincennes
C'est en 1772 que D. A. F. de Sade fit ici son plus long séjour, au cours de celui-ci, il se fit construire dans son château un théâtre pouvant accueillir 120 spectateurs à chaque représentation. Tout au long de ses internements, il aura pour La Coste « un attachement extraordinaire ».
En 1792, le château est pillé. Criblé de dettes, en l’an IV de la République, « Louis » [D. A. F.] Sade, soldat de la 8e compagnie des Piques de Paris, vend son château et ses terres à Stanislas Joseph François Xavier Rovère, député du Vaucluse, natif de Bonnieux, qui, victime du coup d'État du 18 fructidor sera déporté en Guyane où il mourra à Sinnamary en 1798.
Entretemps, le Divin marquis avait décrit son château dans La Marquise de Ganges et dans Les cent vingt journées de Sodome. Cet anticlérical notoire avait facilité la construction du temple protestant de Lacoste.
Le 29 juin 1816, maître André rédige l'acte de vente du domaine de Lacoste au sieur Pierre Grégoire, menuisier et agriculteur. Le château est acheté pour la somme de douze-cents francs à Marie-Augustine Angélique de Belmont (1762-1818), veuve Rovère : « en ruine... sans portes, fenêtres ni fers et couvert en partie avec dépendances quelconques en terre labourable, hermes et rochers... ».

### Période contemporaine
André Breton vient à Lacoste en 1948 pour visiter les ruines du château du marquis. En parcourant les rues du village, il tombe en admiration devant les sculptures naïves du meunier Cyprien-Agricol Malachier. Il écrit sur lui un article dithyrambique qui le rend célèbre du jour au lendemain. Mais si sa gloire nouvelle ne monte point à la tête du meunier, ses œuvres placées dans le village ou sur les murs de pierres sèches, à la portée de tous, sont dérobées par quelques aigrefins. Il n’en existe plus aucune de nos jours à Lacoste.
Le château est acquis en 2001 par le couturier Pierre Cardin, consolidé et rénové, ainsi que de nombreuses maisons du village les années suivantes. Ces achats immobiliers et leurs conséquences sur la vie du village sont au cœur du film Cyril contre Goliath (2019) réalisé par Thomas Bornot et co-écrit par Cyril Montana.

### Héraldique
| Blason de Sault | Les armes peuvent se blasonner ainsi : Écartelé : au premier et au quatrième d'or à la tour d'azur, ouverte du champ, au deuxième et au troisième de gueules à l'étoile de huit rais d'or ; à la croix de huit pointes pommetée de sable, chargée d'une colombe fondante d'argent, brochant sur l'écartelé. |

## Politique et administration

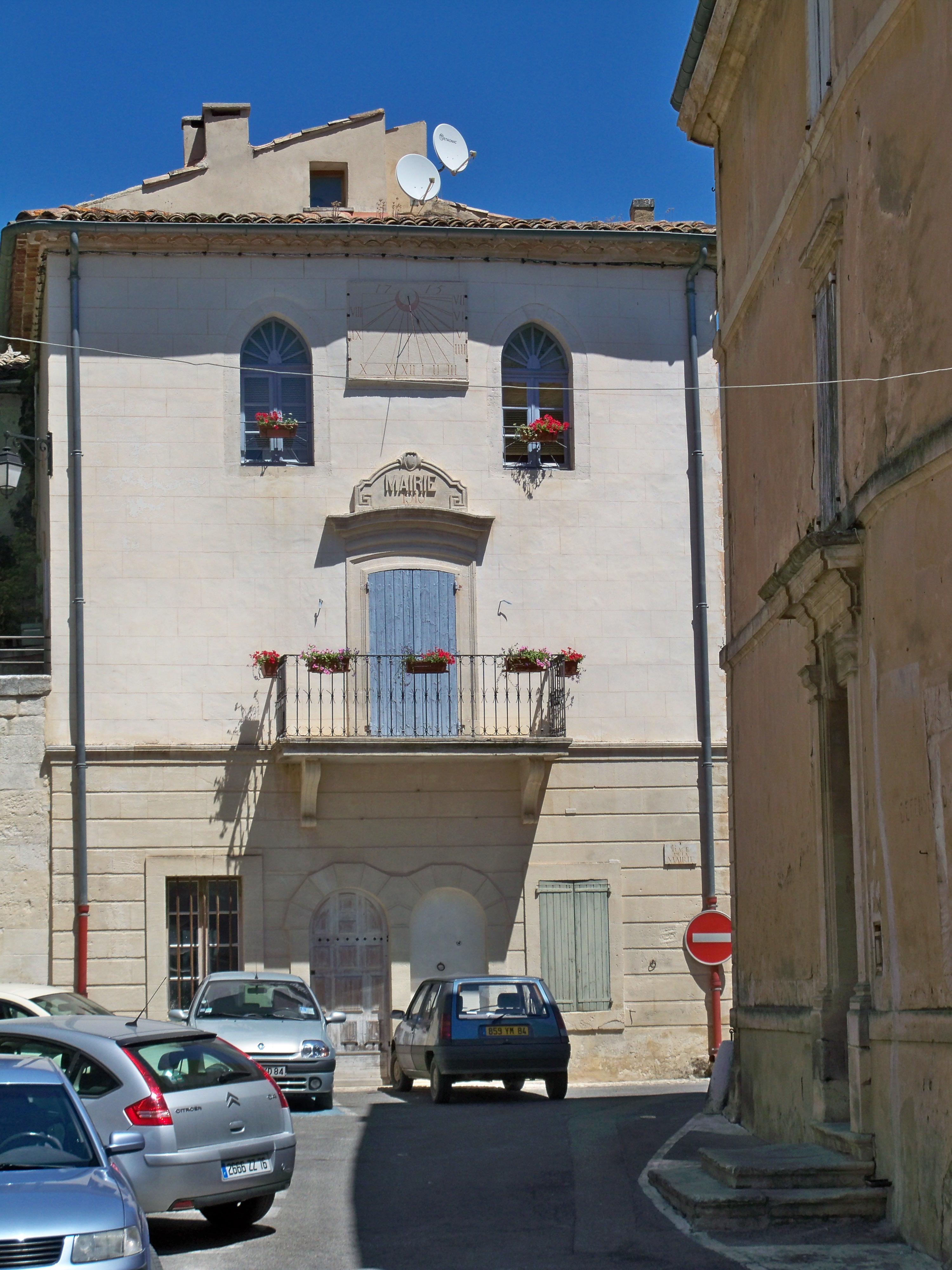
Mairie de Lacoste.

| Période                                  | Période   | Identité          | Étiquette | Qualité                                                                 |
| ---------------------------------------- | --------- | ----------------- | --------- | ----------------------------------------------------------------------- |
| 1816                                     | 1822      | Jacques Appy      |           |                                                                         |
| 1925                                     | 1940      | Germain Marin     | PCF       | Propriétaire agriculteur à Lacoste Révoqué par le Gouvernement de Vichy |
| avant 1988                               | ?         | Éloi Amaretti     | PCF       |                                                                         |
| mars 2001                                | mars 2008 | Éliane Thomassin  | DVG       |                                                                         |
| mars 2008                                | mars 2014 | Patricia Louche   | DVG       |                                                                         |
| mars 2014                                | En cours  | Mathias Hauptmann |           |                                                                         |
| Les données manquantes sont à compléter. |           |                   |           |                                                                         |

### Fiscalité
| Taxe                                                | Part communale | Part intercommunale | Part départementale | Part régionale |
| --------------------------------------------------- | -------------- | ------------------- | ------------------- | -------------- |
| Taxe d'habitation (TH)                              | 7,67 %         | 0,00 %              | 7,55 %              | 0,00 %         |
| Taxe foncière sur les propriétés bâties (TFPB)      | 9,69 %         | 0,00 %              | 10,20 %             | 2,36 %         |
| Taxe foncière sur les propriétés non bâties (TFPNB) | 32,76 %        | 0,00 %              | 28,96 %             | 8,85 %         |
| Taxe professionnelle (TP)                           | 00,00 %        | 18,00 %             | 13,00 %             | 3,84 %         |

La part régionale de la taxe d'habitation n'est pas applicable.

## Démographie
L'évolution du nombre d'habitants est connue à travers les recensements de la population effectués dans la commune depuis 1793. Pour les communes de moins de 10 000 habitants, une enquête de recensement portant sur toute la population est réalisée tous les cinq ans, les populations de référence des années intermédiaires étant quant à elles estimées par interpolation ou extrapolation. Pour la commune, le premier recensement exhaustif entrant dans le cadre du nouveau dispositif a été réalisé en 2007.

En 2022, la commune comptait 453 habitants, en évolution de +10,76 % par rapport à 2016 (Vaucluse : +1,73 %, France hors Mayotte : +2,11 %).
| 1793 | 1800 | 1806 | 1821 | 1831 | 1836 | 1841 | 1846 | 1851 |
| ---- | ---- | ---- | ---- | ---- | ---- | ---- | ---- | ---- |
| 512  | 520  | 562  | 531  | 638  | 614  | 602  | 609  | 595  |

| 1856 | 1861 | 1866 | 1872 | 1876 | 1881 | 1886 | 1891 | 1896 |
| ---- | ---- | ---- | ---- | ---- | ---- | ---- | ---- | ---- |
| 572  | 578  | 571  | 540  | 520  | 515  | 474  | 440  | 435  |

| 1901 | 1906 | 1911 | 1921 | 1926 | 1931 | 1936 | 1946 | 1954 |
| ---- | ---- | ---- | ---- | ---- | ---- | ---- | ---- | ---- |
| 491  | 499  | 437  | 349  | 343  | 311  | 280  | 282  | 253  |

| 1962 | 1968 | 1975 | 1982 | 1990 | 1999 | 2006 | 2007 | 2012 |
| ---- | ---- | ---- | ---- | ---- | ---- | ---- | ---- | ---- |
| 278  | 300  | 277  | 309  | 402  | 408  | 432  | 436  | 404  |

| 2017 | 2022 | - | - | - | - | - | - | - |
| ---- | ---- | - | - | - | - | - | - | - |
| 409  | 453  | - | - | - | - | - | - | - |

## Économie et vie locale
Le peintre Bernard Pfriem y a fondé en 1970-1971 la « Lacoste School of the Arts » (reprise par une école d'art américaine, le Savannah College of Art and Design), toujours en activité à ce jour. Le charisme de Bernard Pfriem et ses contacts dans le monde des arts lui permirent d'attirer dans son école des personnalités comme Max Ernst, Man Ray, Lee Miller, Henri Cartier-Bresson, Roland Penrose... qui séjournèrent à Lacoste pour y partager leurs expériences. C'est la plus grosse « activité » de la commune et un très important propriétaire foncier.
Le jour de marché hebdomadaire est le mardi (matin).
Anciennes carrières de tailles de pierre (dont toujours en activité).

### Tourisme
Le village est doté d'un office de tourisme.

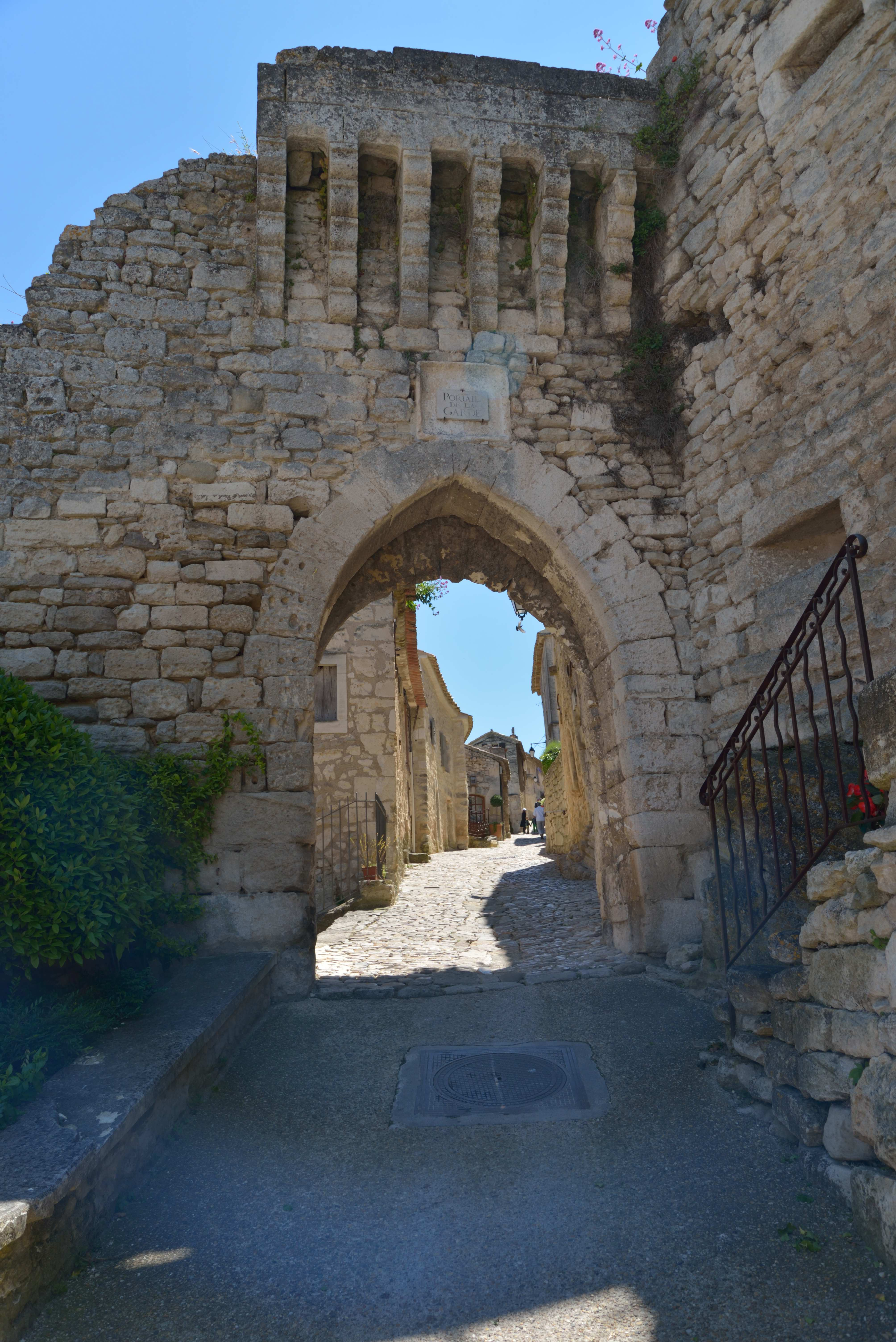
Portail de la garde.

Depuis l'arrivée de Pierre Cardin, un festival estival de musique et de théâtre est organisé dans les anciennes carrières du château sous l'égide d'Ève Ruggiéri.

### Agriculture
Agriculture locale :
- Cultures fruitières (dont amandes).

La commune produit des vins AOC côtes-du-luberon. Les vins qui ne sont pas en appellation d'origine contrôlée peuvent revendiquer, après agrément, le label Vin de pays d'Aigues.
Au XIXe siècle, l'agriculture principale du village tournait autour des grains et des cocons.

### Sports
Un stade de foot ainsi que de nombreux chemins de randonnées.

### Cultes
Les personnes de confession catholique peuvent se rendre à l'église Saint-Trophime, fondée en 1123. Les personnes de culte protestant disposaient, jusqu'en 1976, d'un temple, construit en 1883. Il est devenu propriété de la commune, qui l'utilise en tant que salle polyvalente, notamment pour des expositions.

### Environnement
Plusieurs emplacements pour le tri sélectif verre.

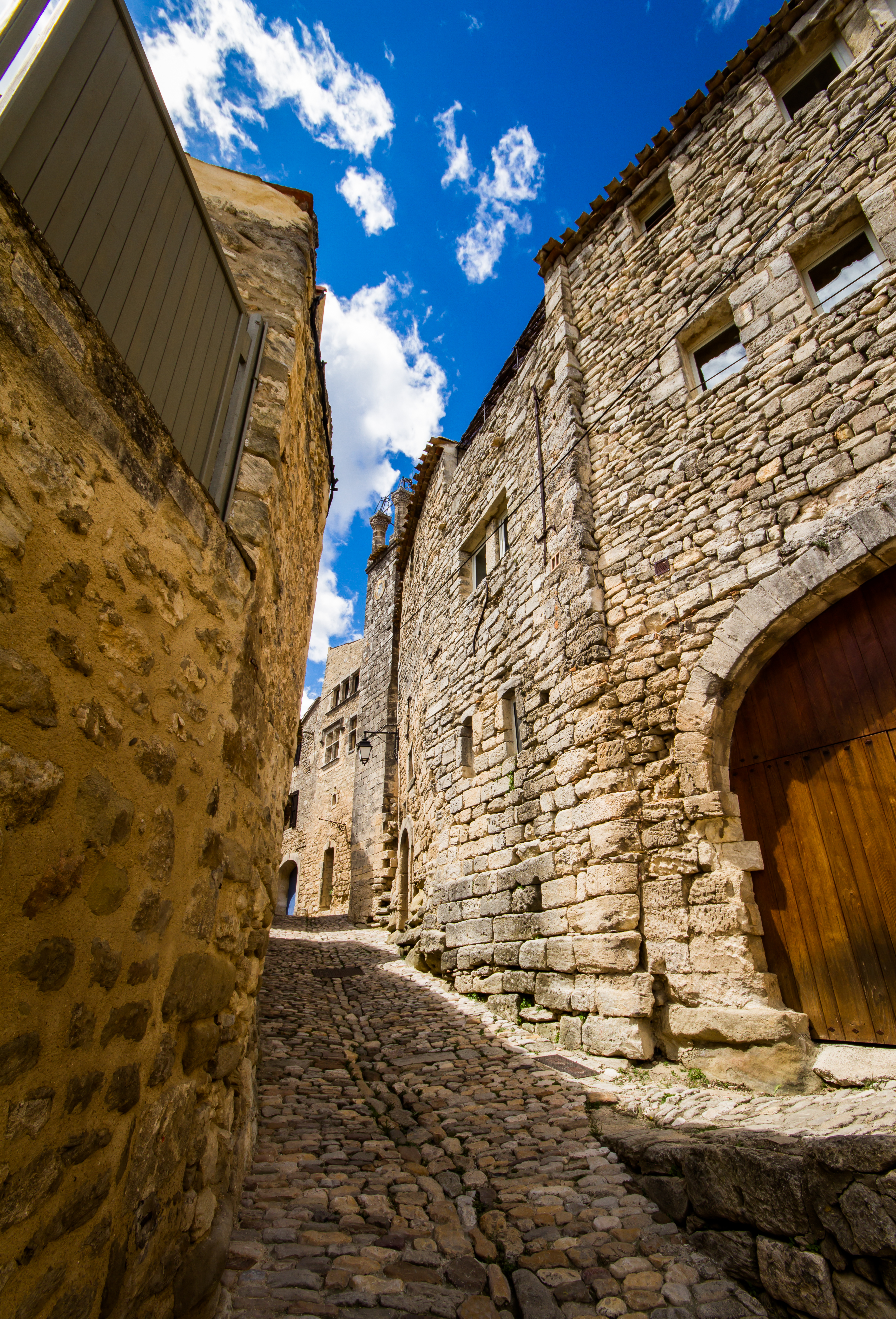
Dans les rues de Lacoste.

## Lieux et monuments
- Le château de Lacoste, ayant appartenu au marquis de Sade, du XIe siècle. Privé (Pierre Cardin), partiellement rénové.
- Ancienne carrière (pierre) où est organisé chaque été un festival de musique, également propriété de Pierre Cardin.
- Beffroi de 1793 avec campanile en fer forgé.
- Église Saint-Trophime de Lacoste du XIIe siècle, mais aussi rues en calade, fontaine et lavoir, façades Renaissance et restes de fortifications (remparts, portes, etc.).
- Ancien temple protestant du XIXe siècle, devenu salle communale.
- Forêt de cèdres de 207 hectares, située sur le Petit Luberon.
- Nombreuses cabanes en pierre sèche[34] ou bories, dont l'ensemble du Mourre Blanc[35]. On peut encore signaler l’existence, au carrefour de deux vieux chemins, sur le site du Mourre Blanc, d’une borie au plan assez singulier, dans laquelle a été creusée une cuve vinaire rupestre.

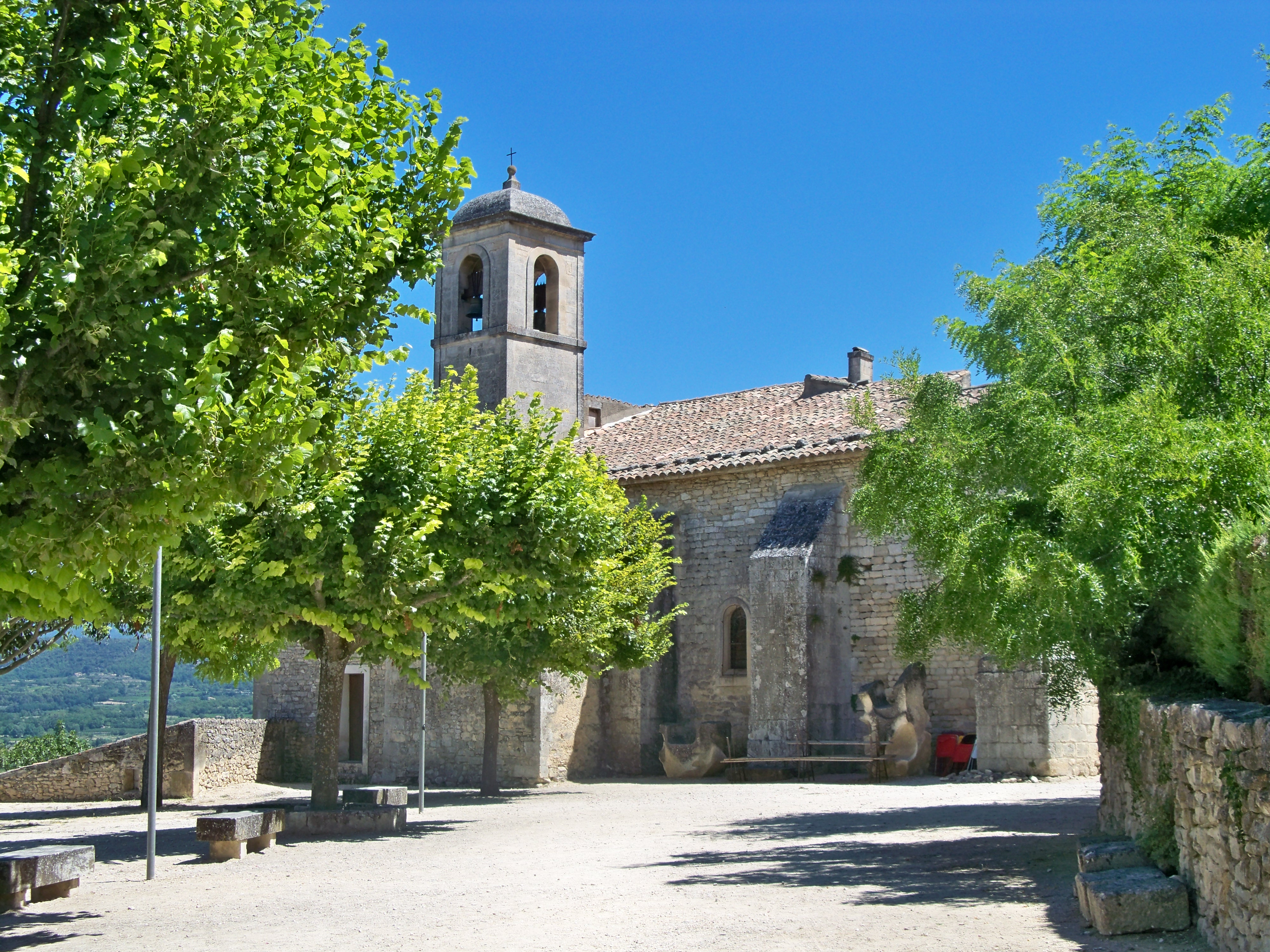
Église de Lacoste.
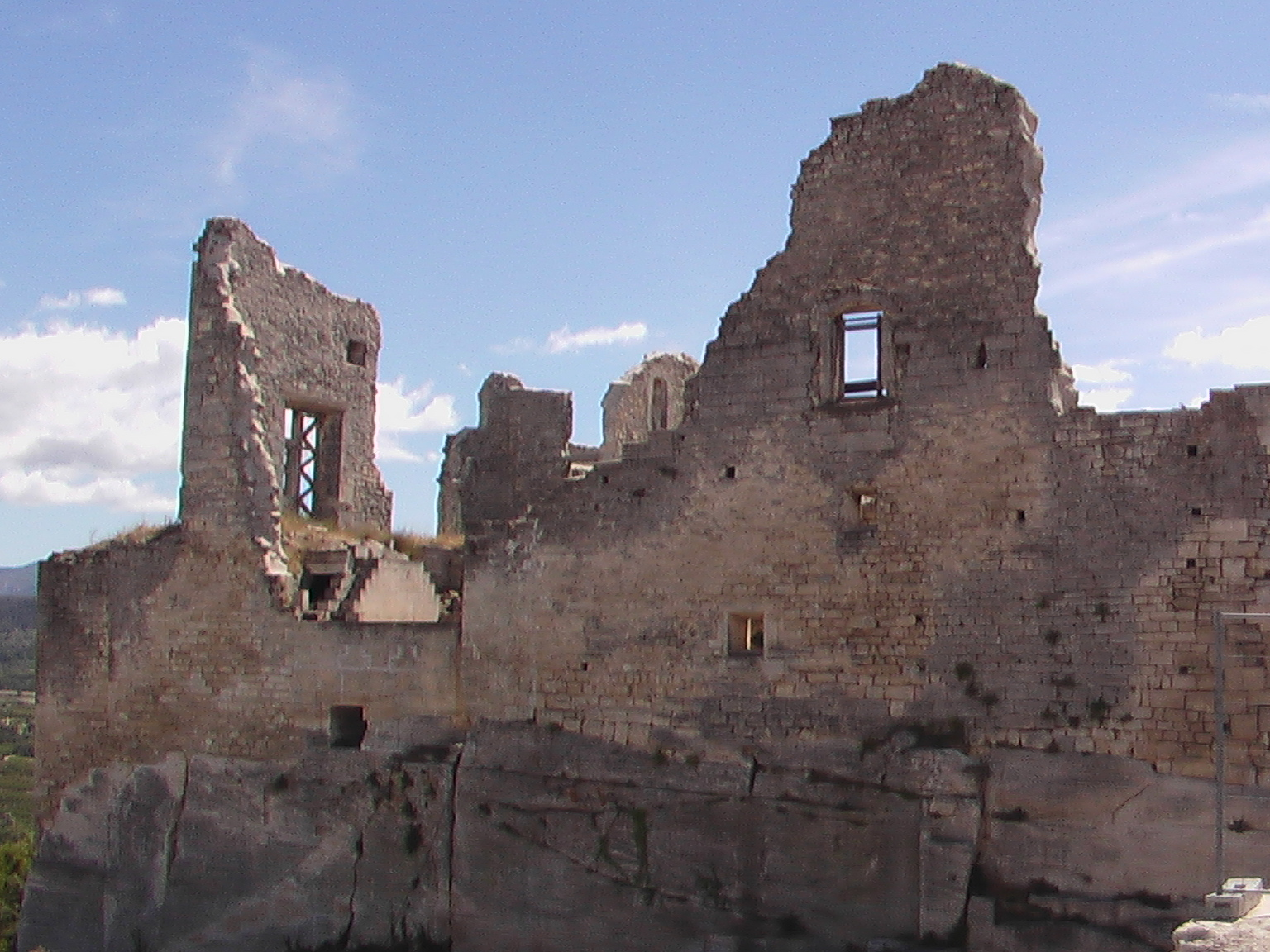
Château de Lacoste.
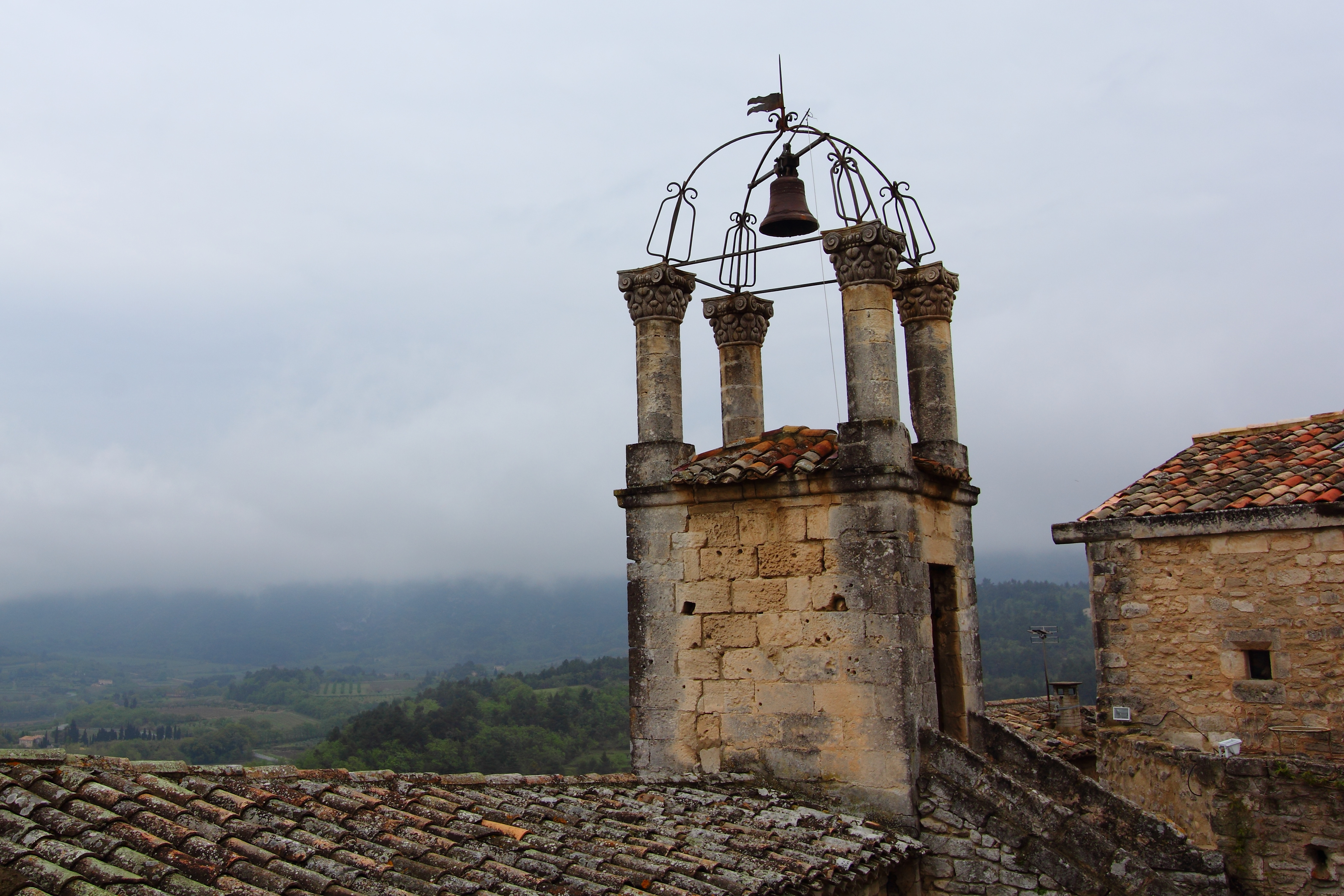
Le beffroi de Lacoste avec le campanile.

## Personnalités liées à la commune
- Marquis de Sade (1740-1814), libertin et écrivain.
- Pierre Cardin (1922-2020), couturier.
- Evert Lindfors (sv) (1927-2006), peintre et sculpteur.
- Yasuo Mizui, sculpteur japonais.
- Jedd Novatt (en), sculpteur américain. Il découvre Lacoste en 1979 grâce à Bernard Pfriem. Résidant et travaillant à côté, à Ménerbes, Jedd Novatt inaugure en 2022 à Lacoste son œuvre Chaos Metagalaxia[36].
- Gabriel Sobin, artiste, fils de Gustaf Sobin.